# Jorge Wilstermann
Jorge Roberto Wilstermann Camacho (Punata, Cochabamba, 23 de abril de 1910-Sipe Sipe, Cochabamba, 17 de enero de 1936) fue el primer piloto civil de Bolivia.

## Biografía
Nació un 23 de abril de 1910 en Cochabamba, al igual que su madre Delfina Camacho. Su padre Karl Wilstermann Junge, quien fue un inmigrante alemán nacido en Heide-Holstein, ingeniero mecánico de profesión, ingresó a Bolivia en 1899.
Jorge Wilstermann fue bautizado en la Parroquia de la Compañía de Jesús, por el Rvdo. Padre Silvio Cano. Sus padrinos: Don Miguel Velasco y Doña Clorinda Velasco.  
Contrajo matrimonio con Elma Villarroel Aramburo (28 de octubre de 1913-20 de mayo de 1996) hermana del Cap. José Villarroel (4 de febrero de 1916-27 de diciembre de 1976), el matrimonio dio fruto a un hijo llamado Peter Wilstermann Villarroel.
Estudió en la Escuela de Mecánicos y Pilotos comerciales del Lloyd Aéreo Boliviano (LAB) en 1928 y se tituló como mecánico en 1930. Formándose posteriormente como el primer piloto civil de Bolivia.
En tres años cumplió 250 horas de vuelo en aviones monomotores y trimotores Junker y luego se graduó como piloto aviador comercial a fines de 1933. Durante la guerra del Chaco fue piloto militar destacándose en varias acciones de guerra y en toda su carrera voló cerca de 700 000 kilómetros.
"El piloto Wilstermann era el orgullo de la aviación comercial boliviana, por su maestría y sobre todo por su admirable espíritu de trabajo que lo dominaba. Durante la guerra del Chaco, cumplió su misión con abnegación y laudable constancia."[cita requerida]

## Fallecimiento

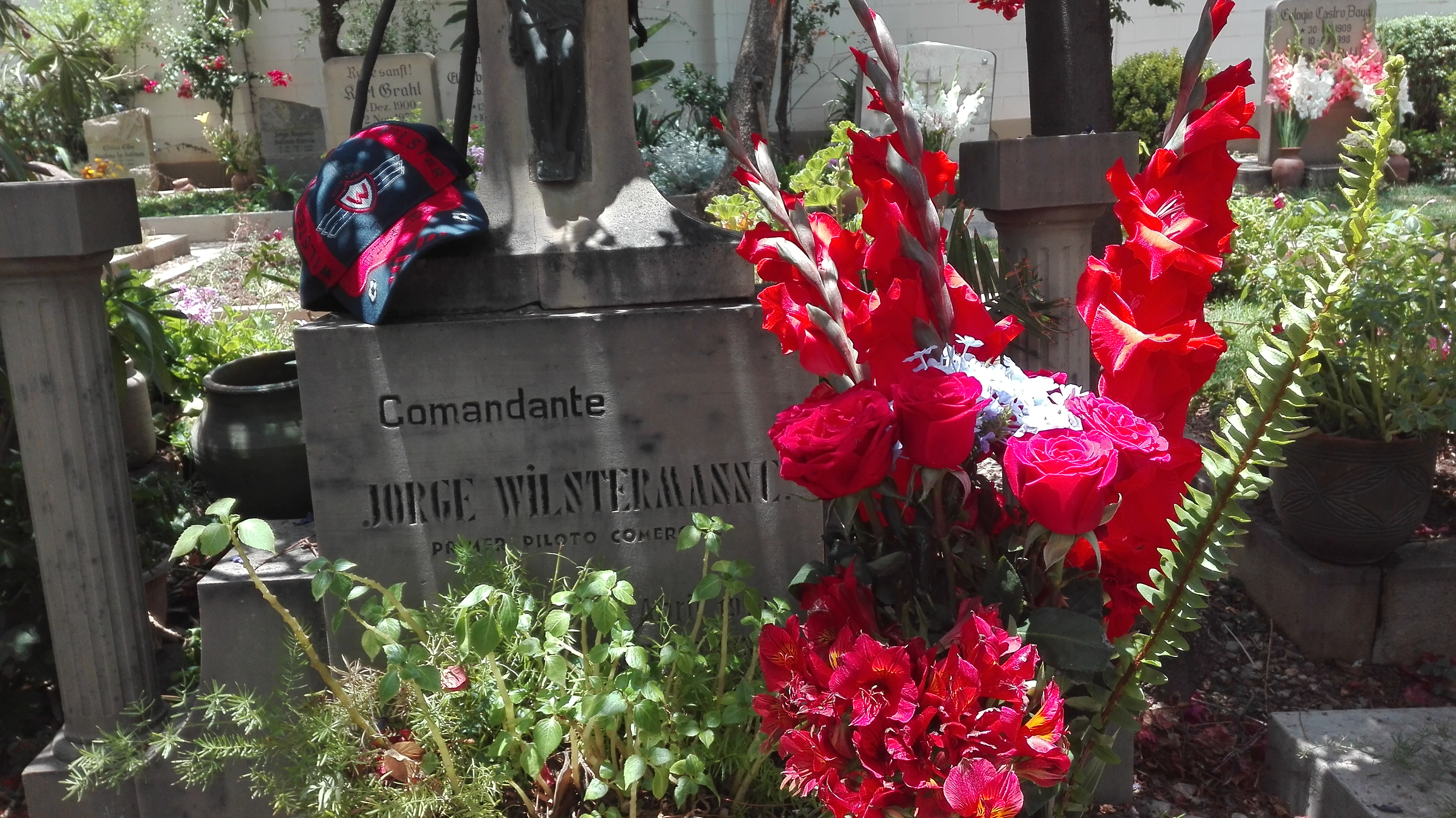
Lápida de la Tumba del Capitán Jorge Wilstermann Camacho, en el cementerio Alemán de la ciudad de Cochabamba, Bolivia.

El 17 de enero de 1936 tripulaba el trimotor Chorolque, con el cual había partido de la pista de San José de la Banda (Cochabamba) a las 8:10 con destino a Oruro y La Paz, cuando sufrió un fatal accidente aéreo en Challavinto.
Junto a él perdieron la vida Guillermo Hanel, el mecánico Máximo Diescher, el ayudante de mecánico. Los pasajeros: Capitán Leónidas Rojas, Roberto Braunstein, Francis Barber, Antonio Bakovic, Teniente Juan Ortega, Abraham Asbún, Pastora Saavedra, Juan Gil, David Trapero y Jorge Eid. El capitán Jorge Wilstermann fue enterrado con honores en el Cementerio Alemán de la ciudad de Cochabamba.

## Homenajes
Tras su muerte, su amigo y por entonces presidente del LAB, Lloyd Aéreo Boliviano, el Comandante Wálter Lemm, solicitó que el aeropuerto de Cochabamba llevara su nombre. Ocurrió lo mismo con el nombre del equipo local de fútbol, el antiguo Club Deportivo LAB, el cual se formó con gente involucrada con la aviación (empleados de Lloyd Aéreo Boliviano) y que se denomina Club Jorge Wilstermann en su honor.